# Fredy Montero
Pour les articles homonymes, voir Montero.
Fredy Montero, né le 26 juillet 1987 à Campo de la Cruz (Colombie), est un footballeur international colombien, jouant au poste d'attaquant.

## Biographie

### Deportivo Cali
Dès sa jeunesse Montero apparait comme étant très prometteur. Attirant dès l'âge de 13 ans les regards de recruteurs du club colombien du Deportivo Cali. Dans la foulée, il signe un contrat avec le club et va fréquemment apparaître dans toutes les catégories de jeunes.
En 2005, il fait ses débuts au sein de l'équipe première. Et, bien que prêté à deux reprises lors de son passage au Deportivo Cali, parvient à comptabiliser un total de 27 buts en 56 apparitions.

### Atletico Huila
Montero fut prêté en 2006 à l'Atletico Huila, où il était ni plus ni moins que le co-meilleur buteur du club en Copa Mustang avec un total de treize réalisations. En dépit de rumeurs l'envoyant vers des clubs européens, il fait finalement son retour au Deportivo Cali.

### Sounders de Seattle
En janvier 2009, les Sounders de Seattle fontt l'acquisition de Montero sous forme de prêt, en dépit de l’intérêt supposé du Real Betis Balompié de Séville. Lors de la pré-saison de Major League Soccer, il inscrit neuf buts en autant de matchs.
Il fait ses débuts lors du match d'ouverture de la saison 2009 contre les Red Bulls de New York inscrivant un doublé et, au passage, les premiers et troisième but de l'histoire du club en matchs officiels. Il est logiquement nommé "Joueur de la semaine" lors de la première semaine de la saison 2009 de MLS.
Le 3 janvier 2013, il est prêté pour une durée de six mois au CD Los Millonarios avec qui il disputera la Copa Libertadores 2013

### Sporting Clube de Portugal
Le 23 juillet 2013, il est officiellement présenté comme recrue du Sporting Clube de Portugal pour la saison 2013-2014 en prêt. Après avoir déjà marqué en matchs de préparations contre le Nacional Madeira ainsi qu'un but phénoménal face à la Fiorentina, Fredy Montero réalise des débuts officiels tonitruants avec le Sporting en inscrivant un triplé lors de son premier match officiel pour la première journée de championnat contre le FC Arouca le 18 août 2013 (victoire 5 à 1 du Sporting). Il fait de nouveau trembler les filets lors des trois journées suivantes, contre l'Académica Coimbra, contre Benfica dans le sulfureux Derby de Lisbonne et contre Olhanense. Cet excellent début de saison (6 buts en 4 journées) lui donne une exposition médiatique inattendu, de nombreux médias européens relevant que seul Lionel Messi avait fait aussi bien dans les principaux championnats européens. Malgré une action de grande classe dans les arrêts de jeu, sa série prend fin contre Rio Ave le 21 septembre 2013, mais reprend dès la journée suivante sur la pelouse du SC Braga où il ouvre le score dès la 4e minute d'une tête à la suite d'un corner.
Ses bonnes performances font que le Sporting lève son option d'achat avant même la fin de la saison, dès le 30 janvier 2014.

## Statistiques
| Saison                | Club                      | Championnat           | Championnat | Championnat | Coupe(s) nationale(s) | Coupe(s) nationale(s) | Compétition(s) continentale(s) | Compétition(s) continentale(s) | Compétition(s) continentale(s) | Playoffs | Playoffs | Total | Total |
| Saison                | Club                      | Division              | M.          | B.          | M.                    | B.                    | Comp.                          | M.                             | B.                             | M.       | B.       | M.    | B.    |
| 2006                  | Atlético Huila (prêt)     | Primera A             | 17          | 1           | 0                     | 0                     | -                              | -                              | -                              | -        | -        | 17    | 1     |
| 2007                  | Atlético Huila (prêt)     | Primera A             | 22          | 13          | 0                     | 0                     | -                              | -                              | -                              | -        | -        | 22    | 13    |
| Sous-total            | Sous-total                | Sous-total            | 39          | 14          | 0                     | 0                     | -                              | 0                              | 0                              | 0        | 0        | 39    | 14    |
| 2008                  | Deportivo Cali            | Primera A             | 22          | 16          | 0                     | 0                     | -                              | -                              | -                              | -        | -        | 22    | 16    |
| Sous-total            | Sous-total                | Sous-total            | 22          | 16          | 0                     | 0                     | -                              | 0                              | 0                              | 0        | 0        | 22    | 16    |
| 2009                  | Seattle Sounders (prêt)   | MLS                   | 27          | 12          | 4                     | 1                     | -                              | -                              | -                              | 2        | 0        | 33    | 13    |
| 2010                  | Seattle Sounders (prêt)   | MLS                   | 29          | 10          | 3                     | 1                     | LCC                            | 6                              | 1                              | 2        | 0        | 40    | 12    |
| 2011                  | Seattle Sounders          | MLS                   | 30          | 12          | 3                     | 3                     | LCC                            | 9                              | 3                              | 2        | 0        | 44    | 18    |
| 2012                  | Seattle Sounders          | MLS                   | 33          | 13          | 3                     | 2                     | LCC                            | 3                              | 2                              | 4        | 0        | 43    | 17    |
| Sous-total            | Sous-total                | Sous-total            | 119         | 47          | 13                    | 7                     | -                              | 18                             | 6                              | 10       | 0        | 160   | 60    |
| 2013                  | CD Los Millonarios (prêt) | Primera A             | 22          | 8           | 7                     | 2                     | CL                             | 5                              | 0                              | -        | -        | 34    | 10    |
| Sous-total            | Sous-total                | Sous-total            | 22          | 8           | 7                     | 2                     | -                              | 5                              | 0                              | 0        | 0        | 34    | 10    |
| 2013-2014             | Sporting (prêt)           | Primeira Liga         | 28          | 13          | 5                     | 3                     | -                              | -                              | -                              | -        | -        | 33    | 16    |
| 2013-2014             | Sporting                  | Primeira Liga         | 4           | 0           | -                     | -                     | -                              | -                              | -                              | -        | -        | 4     | 0     |
| Sous-total            | Sous-total                | Sous-total            | 32          | 13          | 5                     | 3                     | -                              | 0                              | 0                              | 0        | 0        | 37    | 16    |
| Total sur la carrière | Total sur la carrière     | Total sur la carrière | 234         | 98          | 25                    | 12                    | -                              | 23                             | 6                              | 10       | 0        | 292   | 116   |

## Palmarès

### En équipe nationale
- 4 sélections avec l'équipe de Colombie depuis 2007

### En club
- Vainqueur de la Coupe des États-Unis en 2009, 2010 et 2011
- Vainqueur de la Coupe du Portugal en 2015
- Vainqueur de la Ligue des champions de la CONCACAF en 2022

## Distinctions individuelles
- Remporte le titre de MLS Newcomer of the Year en 2009